# ピーター・コットンテール 幸せを運ぶウサギ
『ピーター・コットンテール 幸せを運ぶウサギ』（Here Comes Peter Cottontail）は、1971年のアメリカ合衆国のストップモーション・アニメーションテレビ映画。プリシラ&オットー・フリードリッヒによる1957年の小説『The Easter Bunny That Overslept』が原作である。原題はスティーヴ・ネルソンとウォルター・E・ローリンズによる有名なイースターソング『Here Comes Peter Cottontail』からとられている。「ピーター・コットンテール」という名は、ソーントン・バージェスの絵本シリーズが元となっているが、本作はそのシリーズを直接の原作とはしていない。
初回はABCで放映された。2006年、コンピュータアニメーションによる続編「Here Comes Peter Cottontail: The Movie」が製作された。

## ストーリー
エイプリルバレーのチーフ・イースターバニー、すなわちリーダーのピーター・コットンテールに頼まれ、イースターエッグ用のペンキを届けに来たセールスマンのシーモア・S・サッサフラスは、コットンテールがチーフ・イースターバニーになり損ねそうになった出来事について話し始める。
コットンテールがまだ見習いイースターバニーだった頃、当時のチーフ・イースターバニー ウェリントン・B・バニー大佐が高齢のため若い者に任せて引退することを考えていた。大佐は村のウサギの中で能力に可能性を感じるコットンテールが後継者として最適だと考え、彼を呼んでチーフ・イースターバニーの心得を教える。一方、以前子ウサギにローラースケートで尻尾を轢かれ、鉄でできた尻尾に変えざるを得なくなったジャニュアリー・Q・アイアンテールは、復讐するためエイプリルバレーのチーフ・イースターバニーになることを目論んでいた。アイアンテールはコットンテールが指名される直前にチーフ・イースターバニーの候補として名乗り出て、イースターにイースターエッグを多く配った方がチーフ・イースターバニーになるという競争を始める。だがそれはアイアンテールの罠で、彼はずるをしてコットンテールを負かし、まんまとチーフ・イースターバニーになる。それからはアイアンテールの圧政によりイースターは滅茶苦茶にされ、エイプリルバレーのウサギたちは不幸のどん底に突き落とされる。責任を感じたコットンテールは村を離れ、当てもなく歩き路上で寝てしまう。朝、彼が起きると目の前にサッサフラスという人物がおり、ここは人生の畑で彼がイースターエッグ用ペンキの材料となる野菜を育てている場所だという。コットンテールの事情を聞いたサッサフラスは、過去にも未来にも行くことができるというタイムマシンもどきの彼の乗り物「イエスタモロー号」を見せ、フランス生まれでパイロットのいも虫 アントワーヌと共に過去に戻ってイースターをやり直せばいいと話す。
コットンテールはイースターエッグを抱え、アントワーヌの操縦でイースターに戻ろうとする。しかしそれを覗き見していたアイアンテールは手下の蜘蛛をイエスタモロー号に飛ばし、わざと不具合が起こるよう仕向ける。そして操縦不能になったイエスタモロー号は、イースターではなく違う日に飛んで行くことになる。

## キャスト
※括弧内は日本語吹替
- ピーター・コットンテール - 原語版声優：ケイシー・ケイサム（星光明）
- シーモア・S・サッサフラス - ダニー・ケイ（根本泰彦）
- アントワーヌ - ダニー・ケイ（江原正士）
- ジャニュアリー・Q・アイアンテール - ヴィンセント・プライス（斎藤志郎）
- ウェリントン・B・バニー大佐 - ダニー・ケイ（山野史人）
- ボニー・ボネット - ジョーン・ガードナー（英語版）（西宏子）
- エスメラルダ夫人 - ジョーン・ガードナー（京田尚子）
- ボネット・ストアのオーナー - ジョーン・ガードナー
- ウェリントン大佐の助手 - ポール・フリーズ
- サンタクロース - ポール・フリーズ
- 消防士 - ポール・フリーズ
- おんどり - ポール・フリーズ
- ドナ - アイリス・レイナー（英語版）（田代有紀）

## スタッフ
- 監督 - ジュールス・バス（英語版）、アーサー・ランキン・Jr
- 脚本 - ロメオ・ミュラー（英語版）
- 製作 - ジュールス・バス、アーサー・ランキン・Jr
- 音楽 - ウォルター・E・ローリンズ（英語版）、モーリー・ローズ（英語版）
- 主題歌 - スティーヴ・ネルソン（英語版）、ウォルター・E・ローリンズ（英語版）
- キャラクターデザイン - ポール・コーカー（英語版）

## 歌
- Here Comes Peter Cottontail - シーモア・S・サッサフラス
- The Easter Bunny Never Sleeps - ウェリントン・B・バニー大佐、コーラス
- The Easter Bunny Always Sleeps (Irontail's reprise) - ジャニュアリー・Q・アイアンテール
- If I Could Only Get Back to Yesterday - シーモア・S・サッサフラス、コーラス
- When You Can't Get It All Together, Improvise - アントワーヌ、ピーター・コットンテール、コーラス
- Be Mine Today - ピーター・コットンテール、ドナ、コーラス
- In The Puzzle of Life - シーモア・S・サッサフラス、コーラス
- Here Comes Peter Cottontail (reprise) - シーモア・S・サッサフラス、コーラス